# 春は・・・るんるんるん
「春は・・・るんるんるん」（はるは・・・るんるんるん）はJunichi（山本淳一）&忍術学園合唱隊の楽曲で『忍たま乱太郎 オリジナル・サウンドトラック其の参』に収録されている。

## 曲の詳細
1. 春は…るんるんるん [3:28]
作詞：山本秀行、作曲・編曲：馬飼野康二
  - NHK教育アニメ ｢忍たま乱太郎｣ イメージソング